# Młodzieżowe Indywidualne Mistrzostwa Pomorza na Żużlu 2001
Młodzieżowe Indywidualne Mistrzostwa Pomorza na Żużlu 2001 – zawody żużlowe, które odbyły się 15 października 2001 roku w Toruniu. Zawody wygrał Robert Miśkowiak, który wygrał także bieg memoriałowy upamiętniający polskiego żużlowca Kazimierza Araszewicza, który zginął tragicznie w 1976 roku.

## Wyniki
- Toruń, 15 października 2001

| Msc. | Zawodnik           | Klub      | Pkt |             |  |
| ---- | ------------------ | --------- | --- | ----------- |  |
| 1    | Robert Miśkowiak   | Piła      | 15  | (3,3,3,3,3) |  |
| 2    | Tomasz Chrzanowski | Toruń     | 14  | (3,2,3,3,3) |  |
| 3    | Tomasz Gapiński    | Piła      | 13  | (3,3,2,3,2) |  |
| 4    | Michał Robacki     | Bydgoszcz | 12  | (2,3,3,3,1) |  |
| 5    | Marcin Jaguś       | Toruń     | 11  | (2,3,1,2,3) |  |
| 6    | Robert Umiński     | Bydgoszcz | 8   | (2,2,0,1,3) |  |
| 7    | Maciej Kierzkowski | Grudziądz | 8   | (2,1,2,2,1) |  |
| 8    | Przemysław Kłos    | Toruń     | 7   | (1,1,1,2,2) |  |
| 9    | Mirosław Giżycki   | Gdańsk    | 6   | (1,2,0,1,2) |  |
| 10   | Łukasz Dados       | Grudziądz | 6   | (1,2,2,1,d) |  |
| 11   | Adrian Miedziński  | Toruń     | 5   | (d,1,1,2,1) |  |
| 12   | Grzegorz Musiał    | Bydgoszcz | 4   | (1,0,3,0,0) |  |
| 13   | Marcin Głowacki    | Toruń     | 4   | (3,t,1,t,0) |  |
| 14   | Jakub Gabrych      | Bydgoszcz | 3   | (0,0,0,1,2) |  |
| 15   | Łukasz Nowak       | Piła      | 3   | (d,1,2,u,0) |  |
| 16   | Robert Fedeczko    | Gdańsk    | 0   | (0,u,u,t,w) |  |

### Memoriał Kazimierza Araszewicza
1. Miśkowiak, Chrzanowski, Gapiński